# Arroyo de la Virgen
Arroyo de la Virgen és una entitat de població de l'Uruguai, ubicada al sud-oest del departament de Florida, limítrof amb San José. Té una població aproximada de 200 habitants, segons les dades del cens del 2004.
Es troba a 104 metres sobre el nivell del mar.